# 亞洲金融風暴北京救港傳言
亞洲金融風暴北京救港傳言，是一個主要在中國大陸及親中共群體流傳的傳言，該傳言指亞洲金融風暴期間，香港股市受到索羅斯為首的國際投機者狙擊，香港特區政府依靠中華人民共和國中央政府（通稱北京政府）幫助成功阻止索羅斯等的行動。但事實是香港政府自行以外匯基金之財政儲備及外匯儲備穩定股票市場及聯繫匯率。

## 背景
1997年7月，英國殖民政府撤离香港，留下843億美元香港官方儲備，包括外匯基金及土地基金信託。
亞洲金融風暴始於1997年，索羅斯為首的國際投機者、對沖基金看準亞洲多地的經濟泡沫，通過衝擊各地股票、期貨市場、貨幣匯價，從中獲利。該年10月，金融風暴開始蔓延至當時主權移交只有三個月的香港，香港聯繫匯率制度成為攻擊目標，香港特區政府與國際投機者持續角力多月。聯繫匯率乃貨幣發行局制度，以百分百外匯儲備保證，自動在匯市以美元大量承接港元沽盤，理論上不會被攻破，但過程會令港元利息飆升，市場缺乏資金，爭相減低槓桿，風險胃納大降，從而令股樓資產價格暴跌，大鱷目的乃獲利於沽空股票及其期貨。至1998年8月，港府採取新策略，動用外匯基金代管之財政儲備入市，在股市以港元大量承接藍籌股沽盤，共斥資約1180億港元（約佔當時外匯基金資產18%），又狂買恒指期貨。此一做法最終成功擊退國際投機者，後以持倉發行盈富基金獲利離場。
但有違香港政府承自港英時代一貫奉行的不干預原則、自由市場原則。當時香港主理此事的官員為財政司長曾蔭權、金管局總裁任志剛、財經事務局局長許仕仁，俱在港英時代已長期任職於公務員體系。

## 各方說法
香港擊退索羅斯主要依靠中共中央提供巨額資金一說，可見於2010年代起中國大陸股評人及親中商人的論述。2019年香港反修例運動期間，中國全國政協委員高彥明在香港報章刊登廣告，提到中央政府於1998年「調撥巨額資金到香港，徹底打敗了索羅斯」，類似說法亦從本地親中群體傳播開來，引起關注及討論。香港湧現不少反駁聲音，如《明報》專欄作家李曉佳批評高彥明篡改歷史、一些香港獨力出錢救市的論証。
在1998年3月，中國國務院總理朱鎔基曾表示：「萬一特區需要中央幫助，只要提出要求，中央將不惜一切代價維護香港的繁榮穩定，保護它的聯繫滙率制度。」，朱鎔基此言被認為是中國大陸民眾誤以為中央政府曾斥巨資援助香港的主要原因之一。然而，其後並沒有特區政府求援，或中央政府提供實質金錢協助的消息。事實上朱鎔基同時亦說過：「去年發生亞洲金融危機，10月份香港也發生了股災。但由於香港經濟結構比較完善，經濟實力較強，有980億美元的外匯儲備，特區政府領導有方，採取措施得力，已經克服了一個又一個困難……」顯示他認同香港的獨立處理能力。當時曾蔭權、任志剛對入市一事所發表的言論，均未提及來自中國大陸的協助或中央政府在此事上的的角色。當時擔任任志剛副手、後來繼任其職位的陳德霖，在此事被熱烈討論的2019年9月憶述時，也同樣未提及中國大陸，只謂少數金管局及財經事務局官員，與大型證券商負責人機密行事。
在決策主導權上，有中國大陸傳媒曾聲稱香港官員作出決策前曾請示中共中央。但據該時期出任香港特首的董建華（商界出身）憶述，他當時只是詢問國務院副總理錢其琛，中央需否派員到香港協助，錢其琛則以有違一國兩制為由反對。而財政司長曾蔭權亦曾憶述，他當時是在特區政府內部自行決定入市後才通知中央政府，事前並不知道上司董建華曾找錢其琛。
2017至2022年間出任香港特首的林鄭月娥，任內曾在演講中提及中央政府多次出手援助香港，包括亞洲金融危機期間。香港親中政治人物譚惠珠（基本法委員會副主任）在2020年香港電台節目《香港家書》表示「98年股災時中央出手幫助香港救市」。
從經濟實力角度分析的反駁則指出，當時中國大陸的外匯儲備與香港相若，因此並無法大力援助香港。而事實上，據當時金管局的報告，當時中國大陸的外匯儲備約為1341億美元，是除日本外第二大外匯儲備國，香港儲備約為965億美元，為第三大。亦有網民以1998年香港向廣東省政府提供約23億港元免息貸款興建東深供水工程的東莞橋頭鎮直達深圳水庫封閉管道、1999年广东国际信托破產（中共史上最大宗国有企業破產）時東江水業務注入粤海投资等事為例，指出當時中國大陸經濟實力仍未足以支援香港。
有些觀點則指出當時中央政府的一些舉動具有間接作用。在2009年一些中國大陸傳媒的報道中仍未有中央提供巨額資金之說，但提出了中央堅持人民幣不貶值（亦有非中國大陸學者認同這點對當時各地經濟形勢有正面作用）、派遣兩名人民銀行副行長赴港要求中資機構支持港府救市，就算反駁中央救港說的網媒亦認同中央之舉有助維持信心，陳德霖在憶述中亦指朱鎔基講話帶來信心；中國大陸傳媒報道亦提到曾蔭權等官員破例入市干預的做法會面臨極大輿論壓力，這點如配合港府請示中央一說則可視為有助減輕心理壓力，但按曾蔭權事前未有請示的說法則變得沒有關係。此外，曾蔭權亦在1998年香港年報指出，相比其他亞洲地區，中國大陸在該次金融危機所受的打擊較微，因此其市場有助於香港經濟的復甦。相反地，時事評論員利世民以中國電信在港上市（1998年10月）為例，認為當時國企反而有抽走香港市場資金之嫌。
專欄作家陳景祥認為香港不僅獨立應付了該次金融危機，其處理方式比同時期中國大陸應付股市危機的做法更為成熟，成為學習對象。

## 影響
該傳言讓一些中國大陸民眾認為自回歸以來，香港每次出現經濟危機都是依賴中央政府救亡。而香港民眾在亞洲金融風暴的經歷上卻普遍存有港府自救的認知，中港矛盾因而加深。